# Neptis hylas
Neptis hylas är en fjärilsart som beskrevs av Carl von Linné 1758. Neptis hylas ingår i släktet Neptis och familjen praktfjärilar. Inga underarter finns listade i Catalogue of Life.

## Bildgalleri

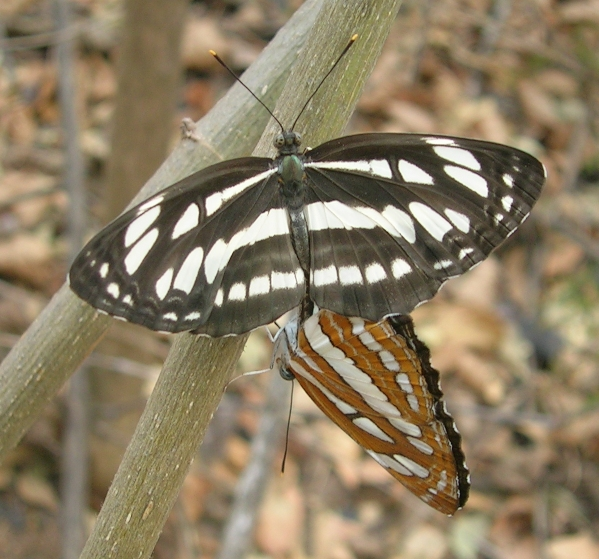
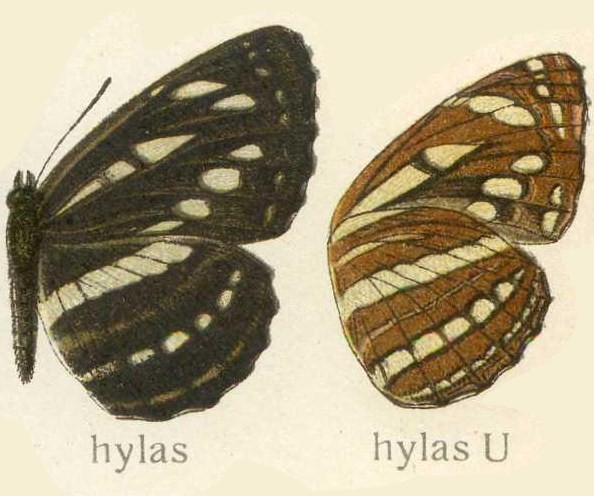
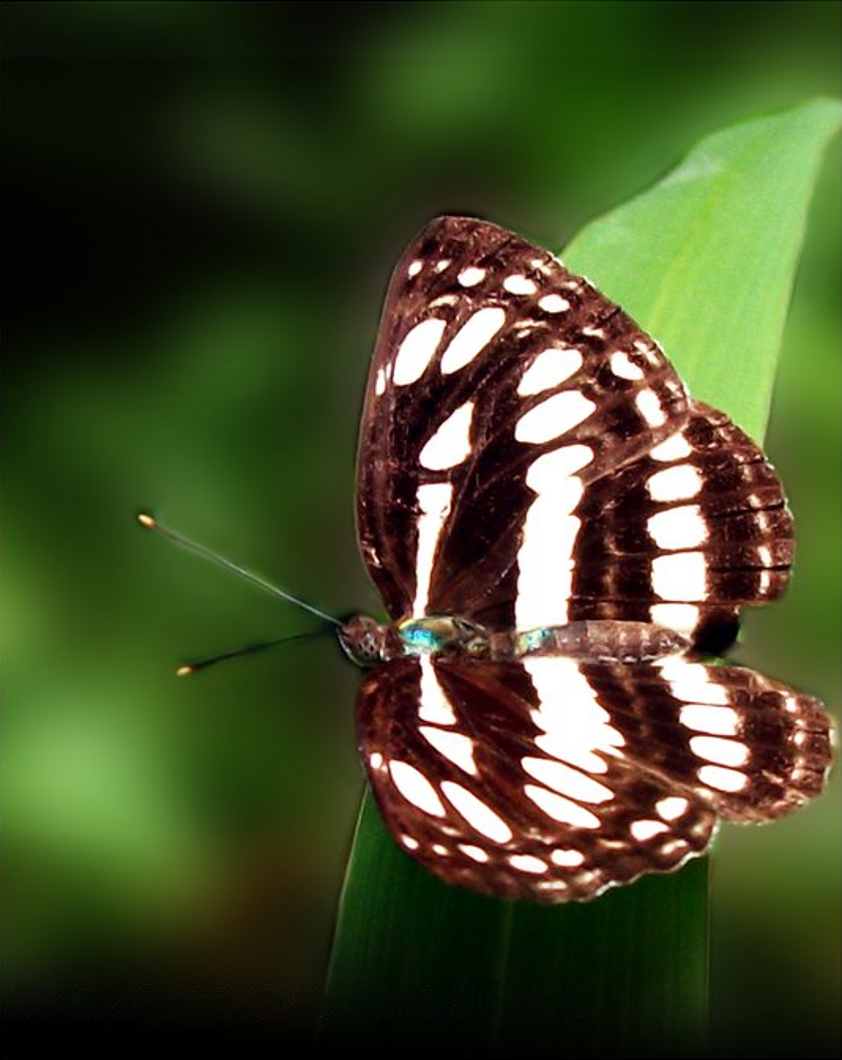
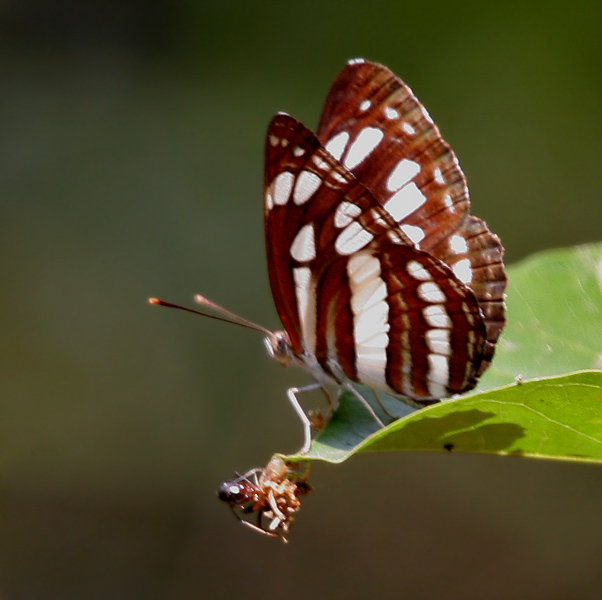
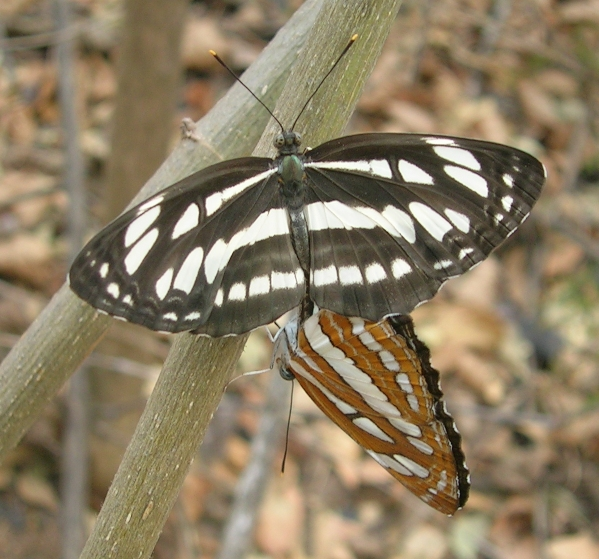